# ابوالحسین عتبی
ابوالحسین عبدالله بن احمد عتبی (درگذشتهٔ نوامبر ۹۸۲ میلادی / ذی‌الحجه ۳۷۲ قمری) دولتمرد ایرانیِ سدهٔ چهارم هجری بود که از خاندان عتبی‌ها برخاست و از سال ۳۶۶ تا ۳۷۲ قمری (۹۷۷–۹۸۲م) وزیر نوح دوم سامانی بود.

## زندگی‌نامه
از دوران کودکی و جوانی ابوالحسین عتبی آگاهی روشنی در دست نیست. او از خویشاوندان ابوجعفر عتبی بود که پیش‌تر، از ۳۴۵ تا ۳۴۸ قمری (۹۵۶–۹۵۹م)، وزارت سامانیان را بر دوش داشت. با برتخت‌نشینی نوح بن منصور در سال ۳۶۵ق (۹۷۶م)، عتبی پس از يك سال به وزارت گماشته شد. در گرداندن کارهای کشور، مادر نوح دوم نیز جایگاهی پررنگ داشت.
در آغاز دوره نوح دوم، قراخانیان به دره رود زرافشان، که معدن سیم سامانیان در آن بود، تاختند. در سال ۳۷۰ق (۹۸۰م)، بار دیگر به اسفیجاب یورش بردند. با این همه، عتبی تمرکز خود را بر برکناری ابوالحسن سیمجور، فرماندار نیرومند خراسان بزرگ، گذاشت. او در سال ۳۷۲ق (۹۸۲م) توانست سیمجوری را برکنار کند و فرمانده تُرکی به نام تاش را که از هوادارانش بود به جای او بنشاند.
سیمجوری پس از برکناری به سرزمین فرمانبردار خود در قهستان، در جنوب هرات، گریخت. در همان سال، سپاهی نیز به سوی سرزمین بوییان روانه شد که در آغاز کامیاب بود، ولی سرانجام سپاه سامانی شکست سختی خورد. تنها درگذشت عضدالدوله بود که از یورش بوییان به سرزمین سامانی جلوگیری کرد.
در همین روزگار، عتبی کوشید سپاه را بازسازماندهی کند، ولی مردان ابوالحسن سیمجور و امیر تُرک فائق خاصه او را در بخارا ترور کردند. کشته شدن او اندوه بسیاری از امیران سامانی را برانگیخت و مایه خیزشی هم در پایتخت شد. ابونصر محمد عتبی، نویسندهٔ تاریخ یمینی و از خویشان او، عتبی را واپسین وزیر بزرگ دولت سامانی شمرده‌است.

## بن‌مایه
1. 1 2 3  Frye, R.N. (1975), "The Sāmānids", in: *The Cambridge History of Iran*, Vol. IV, pp. 156.
2. ↑  Bosworth, C.E., "Otbi", in: *Encyclopaedia Iranica*, 2010.

- Bosworth, C. E., "Otbi", in: *Encyclopaedia Iranica*, 2010.
- Frye, R. N. "The Sāmānids", in: *The Cambridge History of Iran*, Vol. 4, Cambridge University Press, 1975.
- Ashraf, Ahmad. "Iranian Identity iii. Medieval Islamic Period", in: *Encyclopaedia Iranica*, Vol. XIII, Fasc. 5, 2006.